# Kaczyna (województwo małopolskie)
Kaczyna – wieś w Polsce położona w województwie małopolskim, w powiecie wadowickim, w gminie Wadowice. W latach 1975–1998 miejscowość administracyjnie należała do województwa bielskiego.

## Położenie
Znajduje się w Beskidzie Małym w dolinie potoku Choczenka, u podnóża góry Gancarz oraz dwóch jego grzbietów. Miejscowość jest otoczona ze wszystkich stron górami. Jedyny dojazd drogą asfaltową jest możliwy od strony Choczni. Droga biegnie dnem doliny Choczenki i głównie wzdłuż niej skupione są zabudowania wsi. Graniczy z miejscowościami: Chocznia, Ponikiew, Rzyki, Zagórnik i Inwałd.

## Części wsi
| SIMC    | Nazwa         | Rodzaj    |
| ------- | ------------- | --------- |
| 0074270 | Buchałówka    | część wsi |
| 0074286 | Buldonówka    | część wsi |
| 0074292 | Chomlówka     | część wsi |
| 0074300 | Gawędówka     | część wsi |
| 0074317 | Grzędzielówka | część wsi |
| 0074323 | Pasieka       | część wsi |
| 0074330 | Sordylówka    | część wsi |

## Opis miejscowości
Obszar miejscowości obejmuje 434 ha, w tym 262 ha lasów i gruntów leśnych (61% powierzchni Kaczyny) oraz 151 ha użytków rolnych (2008). Sołectwo zamieszkuje 350 osób (2008).
Uczniowie z Kaczyny uczęszczają do Szkoły Podstawowej nr 2 im. św. Królowej Jadwigi w Choczni. Działalność oświatową na terenie miejscowości prowadzi również Specjalny Ośrodek Szkolno-Wychowawczy.
Na sieć drogową miejscowości składają się: drogi powiatowe o długości 3 km i drogi gminne o długości 3,6 km. Sołectwo w całości pokryte jest siecią energetyczną. Długość sieci gazowniczej na terenie Kaczyny wynosi 9,4 km.

## Zabytki i walory turystyczne
- kaplica pw. św. Małgorzaty, murowana z 1879 r.; wewnątrz ołtarz w stylu barokowym
- kapliczka przydrożna z figurą św. Jana Nepomucena z 1830 roku
- położenie w całości na obszarze Parku Krajobrazowego Beskidu Małego
- malowniczy przełom potoku Choczenka
- rozległe odkrywki fliszu karpackiego ułożonego w poziome warstwy
- szlak turystyczny (żółty): Inwałd – Ostry Wierch – Bliźniaki

## Historia
Miejscowość założona w drugiej połowie XVI wieku na prawie wołoskim w systemie zarębkowym. Traktowana była wówczas jako przysiółek Ponikwi. W XVII wieku została przyłączona do parafii w Choczni.
Po I rozbiorze Polski (1772) Kaczyna wchodzi w skład Austrii i zostaje sprzedana rodzinie Duninów z Zatora. Później stanowiła własność rodziny Potockich.
9 kwietnia 1949 roku, kiedy w życie weszła ustawa o likwidacji analfabetyzmu, Gromada Kaczyna jako pierwsza w Polsce ogłosiła likwidację analfabetyzmu, przez co zwróciła uwagę całego kraju.
W 1958 roku założono w Kaczynie Ochotniczą Straż Pożarną.